# Vipsania Agrippina maior

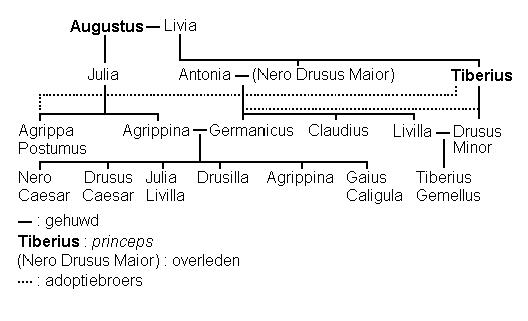
De leden van de Julisch-Claudische dynastie in 14 n.Chr.

Vipsania Agrippina maior (ca. 14 v.Chr. — 18 oktober 33 n.Chr.) was een belangrijk lid van de Julisch-Claudische dynastie als dochter van Agrippa en Julia, kleindochter van Augustus langs moederskant, echtgenote van Germanicus, moeder van de latere princeps Gaius Caesar "Caligula" en Agrippina minor, en grootmoeder van de latere princeps Nero. Om haar te onderscheiden van haar gelijknamige dochter wordt ze Agrippina maior (Agrippina de Oudere) genoemd.

## Geboorte
Agrippina werd waarschijnlijk rond 14 v.Chr. in Athene geboren als dochter van Agrippa en Julia. Na de dood van haar vader in 12 v.Chr. hertrouwde haar moeder met Tiberius, maar de relatie tussen haar moeder en stiefvader bekoelde al snel, waardoor het haar grootvader Augustus was die zich bezighield met haar opvoeding. Deze loofde haar voor haar redenaarstalent.

## Huwelijk
In 5 n.Chr. zou ze haar neef Germanicus Julius Caesar huwen, met wie ze negen kinderen kreeg. Haar nieuwe echtgenoot was in 4 n.Chr. geadopteerd door Agrippina's ex-stiefvader Tiberius, die op zijn beurt was geadopteerd door Augustus. Hierdoor nam Agrippina's gezin een centrale plaats in de Julisch-Claudische dynastie in. Een van haar zonen zou zelfs princeps worden, terwijl haar dochter Agrippina minor vrouw én moeder van een princeps zou zijn.

### Echtgenote van Germanicus
Zij vergezelde haar echtgenoot in 14 n.Chr. naar Germania, hoewel er twijfel bestaat of ze daar of in Antium het leven schonk aan haar jongste zoon Gaius (die bekend zou worden onder de naam "Caligula"). Zij zou in het legerkamp aanwezig zijn geweest toen dit in 14 n.Chr. in opstand kwam en hoogzwanger zijn weggestuurd door haar echtgenoot, waarop de soldaten zo ontzet waren dat ze hun grieven lieten varen. Toen ze in 15 n.Chr. over een brug over de Rijn de Romeinse troepen zag vluchten voor de Germanen, ging ze voor hen staan en spoorde hen aan stand te houden. En de troepen zouden aldus de Germanen weten terug te drijven.
Toen haar echtgenoot in 18 n.Chr. door Tiberius naar het oosten werd gestuurd met een imperium maius, vergezelde ze hem op zijn tocht hoewel ze op dat moment zwanger was van haar negende kind. Maar Germanicus raakte al snel in conflict met Gnaius Calpurnius Piso, met wiens vrouw Munatia Plancina - net zoals Agrippina een sterke en koppige vrouw - Agrippina het eveneens niet kon vinden.

### De dood van Germanicus
Toen haar man ziek werd in de herfst van 19 n.Chr., geloofde deze dat hij door Piso en Plancina was vergiftigd. Zijn vrienden die aan zijn ziekbed stonden, vroeg hij om gerechtigheid te doen geschieden en zijn echtgenote en kinderen te steunen. Toch waarschuwde hij zijn echtgenote dat ze haar temperament onder controle moest trachten te houden en niemand die hoger stond dan zij tegen zich in het harnas te jagen. Toen hij uiteindelijk overleed, verzamelde Agrippina de as van haar echtgenoot in een urn en voer naar Rome. Bij haar aankomst met haar kinderen in Calabria werd ze opgewacht door een menigte van rouwenden, alsook twee door Tiberius uitgezonden cohortes van de pretoriaanse garde. Later kwamen ook Drusus minor in het gezelschap van Claudius en Agrippina's kinderen die in Rome waren gebleven de rouwstoet tegemoet om hen te vergezellen naar Rome. Tiberius en Livia lieten zich echter niet zien. Agrippina eiste, ondanks de waarschuwingen van haar man zich niet te laten gaan, dat er een onderzoek zou worden ingesteld naar de dood van haar man en beschuldigde zelfs Tiberius ervan verantwoordelijk te zijn voor diens dood.

## Na de dood van Germanicus
Wat meer was, Agrippina begon - aldus Tacitus - een eigen hofhouding rond zich te vormen, die zich inzette om de kinderen van Germanicus te steunen. Met dit excuus begon Tiberius' praefectus praetorio en rechthand Lucius Aelius Seianus een lastercampagne tegen haar. Door haar eigengereide houding gaf ze de indruk zich tegen Tiberius af te zetten en zelf te willen heersen. Toen ze hem vroeg om te mogen hertrouwen weigerde Tiberius haar dit stilzwijgend omdat een nieuwe echtgenoot voor Agrippina het hof mogelijk nog meer in opspraak zou kunnen brengen. Dit leidde er uiteindelijk toe dat de senaat haar en haar oudste zoon Nero Julius Caesar in 29 als staatsvijanden liet arresteren. Zij verloor zelfs een oog bij de geseling die erop volgde. Later dat jaar werd zij door de Senaat naar het eiland Pandateria verbannen waar zij ten slotte in het jaar 33 de hongerdood stierf, mogelijk door hongerstaking.
Haar twee oudste zonen Nero en Drusus stierven respectievelijk in 31 en 33, mogelijk vermoord door Tiberius.

## Nagedachtenis

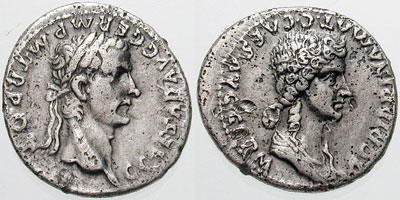
Munt ter nagedachtenis aan Agrippina.

Haar jongste zoon Caligula liet, zodra hij keizer geworden was in 37, haar as (en die van zijn twee oudere broers) naar Rome overkomen en gaf een schitterende munt uit ter nagedachtenis aan zijn moeder, een denarie met op de voorzijde Caligula en de legende C. CAESAR. AVG. GER. P.M. TR. POT. en op de keerzijde Agrippina maior en de legende AGRIPPINA. MAT. C. CAES. AVG. GERM. (37 v.Chr.). Niet enkel kon hij hiermee zijn pietas (liefde voor zijn familie) tonen, maar ook zijn afkomst benadrukken. Een belangrijk feit als men weet dat Caligula's positie bijna volledig te danken was aan zijn afkomst.

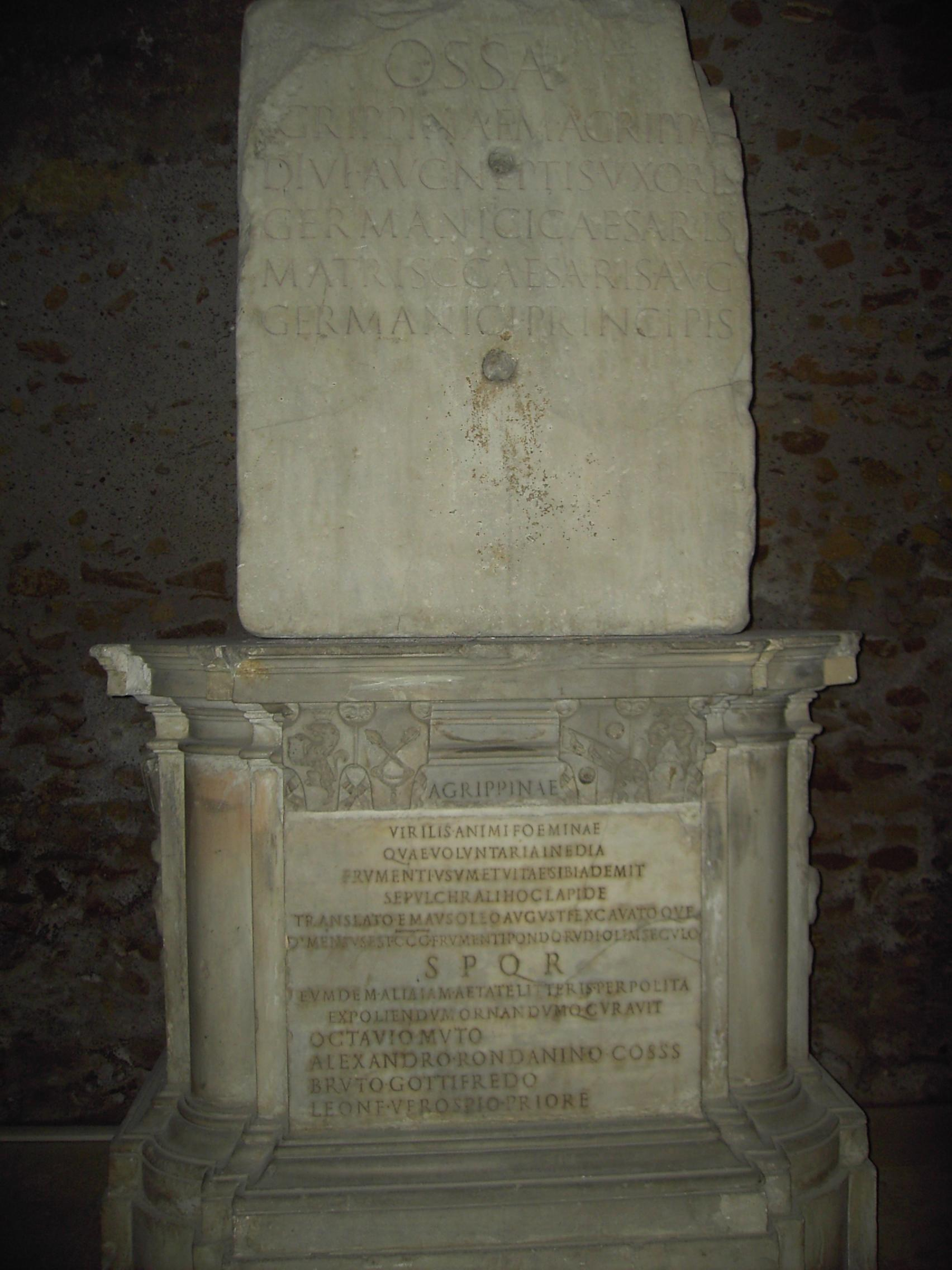
De urn van Agrippina.

De urn van Agrippina, afkomstig uit het mausoleum van Augustus, bevindt zich nu in het tabularium. De inscriptie erop luidt: OSSA / AGRIPPINAE · M · AGRIPPAE · F / DIVI · AVG · NEPTIS · VXORIS / GERMANICI CAESARIS / MATRIS · C . CAESARIS · AVG · GERMANICI · PRINCIPIS (Gebeente / van Agrippina M(arcus) A(grippa's) d(ochter) / de vergoddelijkte Aug(ustus') kleindochter echtgenote / van Germanicus Caesar / moeder van G(aius) Caesar Aug(ustus) Germanicus de princeps (d.i. Caligula).